# Partido Social Demócrata (México)
El primer Partido Social Demócrata (PSD) fue un antiguo partido político de México, de tendencia de izquierda moderada.
Propugnando un Nacionalismo revolucionario, estuvo formado en torno al político Manuel Moreno Sánchez, antiguo miembro del PRI. Obtuvo su registro en 1981 y sólo participó en las elecciones de 1982, en las cuales no obtuvo el mínimo legal de votos requeridos para conservarlo, por lo que perdió su registro y desapareció.

## Presidentes del PSD
- (1981 - 1982): Manuel Moreno Sánchez

## Candidatos a la Presidencia de la República
- (1982): Manuel Moreno Sánchez